# Rizal (Occidental Mindoro)
Rizal (Bayan ng Rizal) är en kommun i Filippinerna. Kommunen ligger på ön Mindoro, och tillhör provinsen Occidental Mindoro. Folkmängden uppgår till 29 785 invånare.
Rizal är indelat i 11 barangayer.